# Autoroute A20
L’autoroute A20, detta anche L'Occitane, è un'autostrada francese.